# Bertil Appelskog
Bertil Appelskog (ur. 21 grudnia 1901, zm. 4 maja 1984) – piłkarz szwedzki grający na pozycji napastnika. W swojej karierze rozegrał 3 mecze w reprezentacji Szwecji.

## Kariera klubowa
W swojej karierze piłkarskiej Appelskog grał w klubie IK Sleipner z miasta Norrköping.

## Kariera reprezentacyjna
W reprezentacji Szwecji Appelskog zadebiutował 6 listopada 1921 roku w przegranym 2:4 towarzyskim meczu z Węgrami, rozegranym w Budapeszcie. Od 1921 do 1926 rozegrał w kadrze narodowej 3 mecze.